# Euphyia brunneofusa
Euphyia brunneofusa är en fjärilsart som beskrevs av Louis Beethoven Prout 1929. Euphyia brunneofusa ingår i släktet Euphyia och familjen mätare. Inga underarter finns listade i Catalogue of Life.